# Lista episoadelor din Zona crepusculară (serial din 1985)
Aceasta este lista episoadelor din Zona crepusculară (serialul din 1985). Serialul este prezentat narativ de către:
- Charles Aidman (1985–1987)
- Robin Ward  (1987–1989)

| Sezon | Sezon | Episoade | Premiera TV | Lansare DVD | Lansare DVD | Lansare DVD | Lansare DVD | Lansare DVD |
| Sezon | Sezon | Episoade | Premiera TV | Regiunea 1  | Regiunea 2  | Regiunea 3  | Regiunea 4  | Discuri     |
| ----- | ----- | -------- | ----------- | ----------- | ----------- | ----------- | ----------- | ----------- |
|       | 1     | 24       | 1985–1986   |             |             |             |             | 6           |
|       | 2     | 11       | 1986–1987   |             |             |             |             | 3           |
|       | 3     | 30       | 1988–1989   |             |             |             |             | 4           |

## Sezonul I (1985–1986)
- "Shatterday"
- "A Little Peace and Quiet"
- "Wordplay"
- "Dreams for Sale"
- "Chameleon"
- "Healer"
- "Children's Zoo"
- "Kentucky Rye"
- "Little Boy Lost"
- "Wish Bank"
- "Nightcrawlers"
- "If She Dies"
- "Ye Gods"
- "Examination Day"
- "A Message From Charity"
- "Teacher's Aide"
- "Paladin of the Lost Hour"
- "Act Break"
- "The Burning Man"
- "Dealer's Choice"
- "Dead Woman's Shoes"
- "Wong's Lost and Found Emporium"
- "The Shadow Man"
- "The Uncle Devil Show"
- "Opening Day"
- "The Beacon"
- "One Life, Furnished in Early Poverty"
- "Her Pilgrim Soul"
- "I of Newton"
- "Night of the Meek"
- "But Can She Type?"
- "The Star"
- "Still Life"
- "The Little People of Killany Woods"
- "The Misfortune Cookie"
- "Monsters!"
- "A Small Talent for War"
- "A Matter of Minutes"
- "The Elevator"
- "To See the Invisible Man"
- "Tooth and Consequences"
- "Welcome to Winfield"
- "Quarantine"
- "Gramma"
- "Personal Demons"
- "Cold Reading"
- "The Leprechaun-Artist"
- "Dead Run"
- "Profile in Silver"
- "Button, Button"
- "Need to Know"
- "Red Snow"
- "Take My Life...Please!"
- "Devil's Alphabet"
- "The Library"
- "Shadow Play"
- "Grace Note"
- "A Day in Beaumont"
- "The Last Defender of Camelot"

## Sezonul II (1986–1987)
- "The Once and Future King"
- "A Saucer of Loneliness"
- "What Are Friends For?"
- "Aqua Vita"
- "The Storyteller"
- "Nightsong"
- "The After Hours"
- "Lost and Found"
- "The World Next Door"
- "The Toys of Caliban"
- "The Convict's Piano"
- "The Road Less Traveled"
- "The Card"
- "The Junction"
- "Joy Ride"
- "Shelter Skelter"
- "Private Channel"
- "Time and Teresa Golowitz"
- "Voices in the Earth"
- "Song of the Younger World"
- "The Girl I Married"

## Sezonul III (1988–1989)
- "The Curious Case of Edgar Witherspoon"
- "Extra Innings"
- "The Crossing"
- "The Hunters"
- "Dream Me a Life"
- "Memories"
- "The Hellgramite Method"
- "Our Selena Is Dying"
- "The Call"
- "The Trance"
- "Acts of Terror"
- "20/20 Vision"
- "There Was an Old Woman"
- "The Trunk"
- "Appointment on Route 17"
- "The Cold Equations"
- "Stranger in Possum Meadows"
- "Street of Shadows"
- "Something in the Walls"
- "A Game of Pool"
- "The Wall"
- "Room 2426"
- "The Mind of Simon Foster"
- "Cat and Mouse"
- "Many, Many Monkeys"
- "Rendezvous in a Dark Place"
- "Special Service"
- "Love is Blind"
- "Crazy as a Soup Sandwich"
- "Father and Son Game"